# Malskär (Lemland, Åland)
Malskär är ett skär i Åland (Finland). Det ligger i Skärgårdshavet och i kommunen Lemland i landskapet Åland, i den sydvästra delen av landet. Ön ligger omkring 12 kilometer sydöst om Mariehamn och omkring 270 kilometer väster om Helsingfors.
Öns area är 2,5 hektar och dess största längd är 200 meter i öst-västlig riktning. Närmaste större samhälle är Mariehamn, 12,2 km nordväst om Malskär.